# 谋智网络
北京谋智火狐信息技术有限公司（旧称：北京谋智网络技术有限公司；简稱：谋智网络）是一家负责Mozilla基金会的产品于中国的本地化和推广工作的有限公司。
北京谋智火狐信息技术有限公司声称自己是是非营利机构Mozilla基金会全球社群的成员。在法律意义上，北京谋智火狐信息技术有限公司是自然人独资有限责任公司，股权所有人与出资人为过元铮。因此网络上广泛传播的该公司为“Mozilla基金会全资子公司”的说法是有争议的。
谋智中国由朝阳（中国）工程研究所（ERI）的宫力博士和中国科学院、中國科學院軟體研究所的李明树先生共同主持。两人都将与Mozilla基金会主席米切尔·贝克一起进入指导委员会。
谋智中国架设了一个中国版的谋智网站，提供技术和构建方向，为中国的谋智开发、组织和维护讨论区，并在中国开发谋智源代码。
謀智中國爲中國用戶提供了定製的火狐瀏覽器，引發了一些用戶的擔憂。中國定製版亦曾經被發現修改用戶的快捷方式。2022年3月，有Firefox用户在 Mozilla 官方论坛发帖表示，中国IP的用户无法安装广告拦截插件。

## 终止运营
2025年5月8日，Mozilla与北京火狐达成一致，北京火狐将不再运营Firefox浏览器及任何与Firefox有关的中国大陆业务。
自7月27日（发布公告之日）起，火狐通行证、火狐社区不接受新用户注册，火狐社区也将关闭发帖、评论功能。
9月29日晚上24时以后，火狐官方网站、火狐通行证、火狐社区、火狐主页网址将停止运营，所有相关功能终止。